# Pokémon – Den ultimata resan: Serien
Pokémon – Den ultimata resan: Serien (titel på engelska: Pokémon Ultimate Journeys: The Series) är en japansk animerad TV-serie vars första säsong hade premiär i december 2021. Den tredje säsongen har premiär på Netflix den 8 september 2023.

## Handling
Serien kretsar kring pokémontränaren Ash Ketchum och hans kompisar på nya äventyr.

## Rollista i urval (engelska röster)
- Sarah Natochenny - Ash Ketchum
- Zeno Robinson - Goh
- Ryan Bartley - Allister
- Ray Chase - Professor Cerise
- Ikue Ôtani - Pikachu
- Michele Knotz - Jessie
- Daman Mills - Flint
- Alejandro Saab - Leon